# Schoettella novajaniae
Schoettella novajaniae är en urinsektsart som beskrevs av Palacios-Vargas och Castaño-Meneses 1998. Schoettella novajaniae ingår i släktet Schoettella och familjen Hypogastruridae. Inga underarter finns listade i Catalogue of Life.